# Adreian Payne
Adreian DeAngleo Payne (Dayton, 19 febbraio 1991 – Orlando, 9 maggio 2022) è stato un cestista statunitense.

## Carriera
Dopo quattro stagioni in NCAA con i Michigan State Spartans (di cui l'ultima chiusa con oltre 16 punti e 7 rimbalzi di media) viene scelto alla 15ª chiamata del Draft 2014 dagli Atlanta Hawks, con cui gioca tre partite dopo aver iniziato la stagione D-League. Le altre due parentesi in NBA le ha con i Minnesota Timberwolves, che lo schierano in 99 occasioni tra il 2015 e il 2017, e agli Orlando Magic, dove colleziona cinque presenze.
Nel febbraio 2018 viene ingaggiato dai greci del Panathīnaïkos per le gare di Eurolega. Successivamente è di scena in Cina, per poi tornare brevemente al Panathīnaïkos. Per due stagioni è impegnato in Francia, all'ASVEL Lyon-Villeurbanne con cui vince un campionato francese e una Coppa di Francia, quindi prosegue la sua carriera tra Turchia, Lituania e Qatar.
Muore il 9 maggio 2022, vittima di una sparatoria ad Orlando.

## Palmares

### Club
- Campionato francese: 1

ASVEL: 2018-19
- Coppa di Grecia: 1

Panathinaikos: 2018-19
- Coppa di Francia: 1

ASVEL: 2018-19